# Josef Hügi
Josef Hügi (* 23. Januar 1930 in Basel; † 16. April 1995 ebenda), «Seppe» oder «Goldfüsschen» genannt, war ein Schweizer Fussballspieler, der es in den Jahren 1951 bis 1961 zu 34 Einsätzen mit 23 Toren in der Nationalmannschaft brachte.

## Karriere

### FC Basel, 1942–62
Mit 12 Jahren begann Josef Hügi in der heimischen Universitätsstadt in der Jugendabteilung des FC Basel mit dem Fussballspiel. In seiner ersten Runde in der Nationalliga A, 1948/49, landeten die «Rot-Blauen» vom Stadion Landhof (bis 1954) hinter dem Meister FC Lugano auf dem zweiten Platz. Der 19-Jährige war in 18 Spielen zum Einsatz gekommen und hatte acht Tore erzielt. Die zweite Vizemeisterschaft folgte in der Runde 1949/50. Seinen sportlichen Durchbruch erlebte er in dem Jahr nach der Fussballweltmeisterschaft 1950 in Brasilien. In der Saison 1950/51 gelangen ihm in 26 Einsätzen 21 Tore. In den sieben Saisons von 1950/51 bis 1956/57 erzielte er 162 Tore, mithin durchschnittlich 23 Tore pro Saison. Die Torschützenkrone gewann er von 1952 bis 1954 dreimal in Serie. Zum Gewinn der Meisterschaft in der Saison 1952/53 steuerte der Mittelstürmer in 26 Spielen 32 Treffer bei. Als er im Jahr der Fussballweltmeisterschaft 1954 mit 29 Toren zum dritten Mal die Torschützenliste in der Nationalliga A anführte, belegte der FC Basel nur den 9. Platz in der Tabelle. Erst ab der Saison 1956/57 lösten die von Trainer Albert Sing betreuten Young Boys Bern mit vier Meisterschaftsgewinnen in Folge Hügis Mannschaft als «Flaggschiff» der Nationalliga ab. Nach 20 Jahren beendete er nach der Saison 1961/62 seine Tätigkeit im «Joggeli» beim FC Basel und wechselte zum FC Zürich. Im Letzigrund feierte er an der Seite von Klaus Stürmer in der Serie 1962/63 den Gewinn seines zweiten Meistertitels. Aktiv hatte er dabei aber nur in zwei Spielen mitgewirkt.
Von 1948 bis 1963 hatte Josef Hügi in der Nationalliga A 322 Spiele mit 244 Torerfolgen bestritten. Trotz dieser Bilanz gilt er nicht als Vollstrecker-Typ, sondern als spielender Mittelstürmer.

### Nationalmannschaft, 1951–61

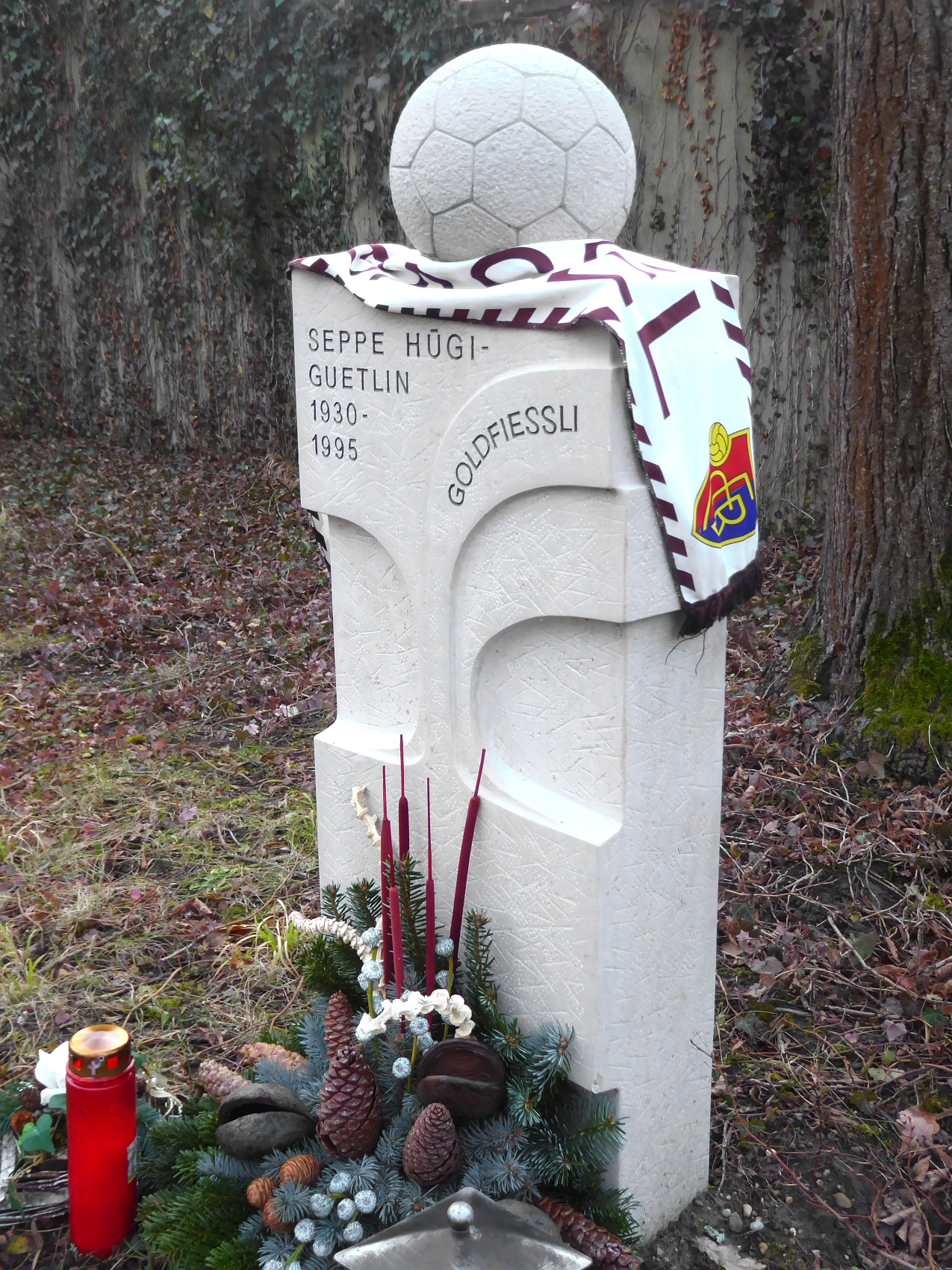
Ehrengrab auf dem Friedhof am Hörnli.

Seine erste Berufung in die Nationalmannschaft erhielt Josef Hügi zum Länderspiel am 25. November 1951 in Lugano gegen Italien. Höhepunkt in der «Nati» waren die Spiele und emotionalen Erlebnisse während der Fussballweltmeisterschaft 1954 im Heimatland als Gastgeber des FIFA-Turniers. Hügi entschied mit seinem Treffer in der 78. Minute zum 2:1 das Gruppenspiel gegen Italien und traf auch beim Entscheidungsspiel um Platz 2 der Gruppe beim 4:1-Sieg im neuen St.-Jakob-Stadion in Basel gegen die Italiener zweimal für die Mannschaft von Trainer Karl Rappan. In der Hitzeschlacht von Lausanne am 26. Juni beim Viertelfinalspiel gegen Österreich gelangen ihm gleich drei Treffer, und dies gegen die renommierten Austria-Abwehrspieler Gerhard Hanappi und Ernst Happel. Mit 5:7 Toren verlor die Schweiz das Spiel. In drei Spielen der Weltmeisterschaft erzielte «Seppe» Hügi sechs Treffer und steht damit in der Torschützenliste dieses WM-Turnieres gemeinsam mit Max Morlock und Erich Probst auf dem zweiten Platz, wenn auch deutlich hinter dem Ungarn Sándor Kocsis (11 Tore).
Zu den weiteren erwähnenswerten Spielen in der Nationalmannschaft zählt das WM-Qualifikationsspiel am 10. März 1957 in Madrid gegen Spanien. Hügi zeichnete sich als zweifacher Torschütze beim 2:2 gegen die mit internationalen Stars gespickte Elf der Iberer aus. Seinen Torrekord in der Nationalmannschaft stellte er beim 6:2-Sieg gegen den WM-Dritten von 1958, Frankreich, am 12. Oktober 1960 in Basel mit fünf Treffern (vier davon in Folge und drei als lupenreiner Hattrick) auf. Auch seine zwei Einsätze bei den siegreichen Spielen in der WM-Qualifikation zur Fussballweltmeisterschaft 1962 gegen Belgien 1960 und 1961 trugen mit zur Teilnahme der Eidgenossen am Endturnier in Chile bei. Er selbst reiste allerdings nicht nach Südamerika mit: Mit dem Spiel am 28. Mai 1961 in Stockholm gegen Schweden beendete er nach 34 Einsätzen seine Karriere in der Nationalmannschaft.

### Ende der Karriere
Von 1963 bis 1964 liess Josef Hügi seine Spielerkarriere in der 2. Division beim FC Pruntrut, danach beim FC Laufen ausklingen. Nach seiner aktiven Zeit als Spieler war er noch als Trainer tätig.
Josef Hügi starb 1995 im Alter von 65 Jahren und wurde auf dem Friedhof am Hörnli in der Gemeinde Riehen im Kanton Basel-Stadt zu Grabe getragen.